# Ревуца (город)
Ревуца (словац. Revúca, венг. Nagyrőce, нем. Groß-Rauschenbach, в русском переводе «Ревущая») — город в центральной Словакии в области Словацких Рудных горах. Население — около 12 тыс. человек.

## История
Ревуца впервые упоминается в 1357 году. В 1556 город сожгли турки. В XVIII веке город начинает бурно развиваться, в Ревуцей возникают цеха и кооперативы. В 1862 году здесь была основана Словацкая гимназия — первая гимназия со словацким языком обучения. После 1945 в городе было построено множество заводов и сейчас Ревуца — важный промышленный центр центральной Словакии.

## Население
| Год:                | 1994   | 2004    | 2014    | 2024     |
| ------------------- | ------ | ------- | ------- | -------- |
| Количество человек: | 14 001 | 13 147  | 12 620  | 10 874   |
| Разница:            |        | −6,09 % | −4,00 % | −13,83 % |

## Достопримечательности
- Костёл св. Лаврентия
- Лютеранская кирха
- Словацкая гимназия
- Ратуша